# Mikołajki

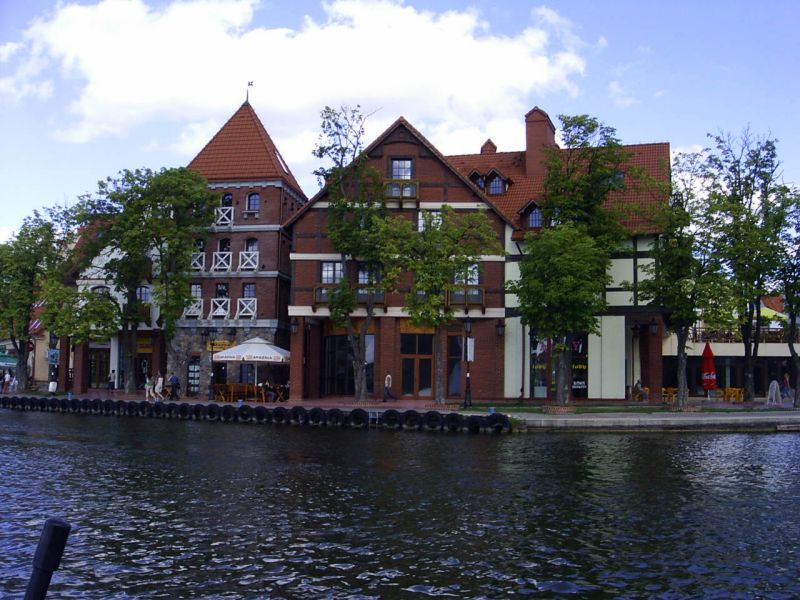
Mikołajki

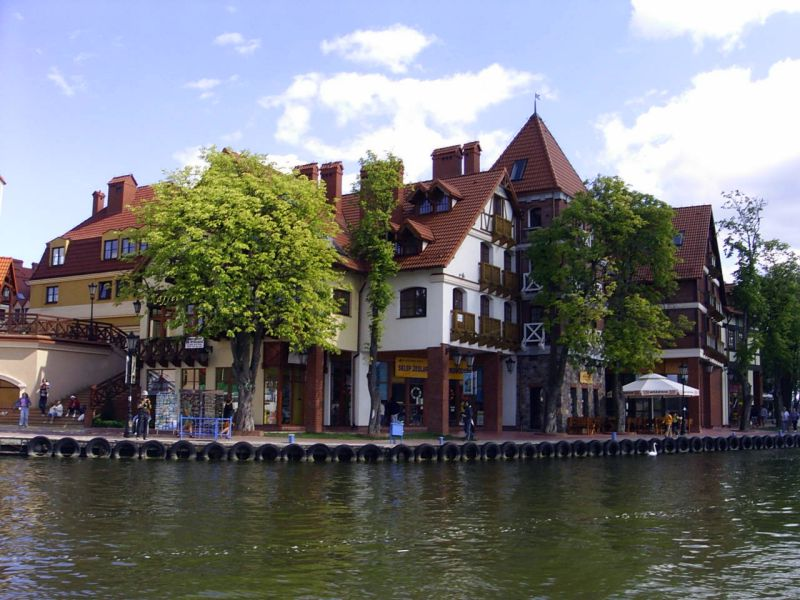
Mikołajki

Mikołajki (în germană Nikolaiken) este un oraș în Polonia.

## Clasamente internaționale
- www.e-mikolajki.pl